# Diana Wallis

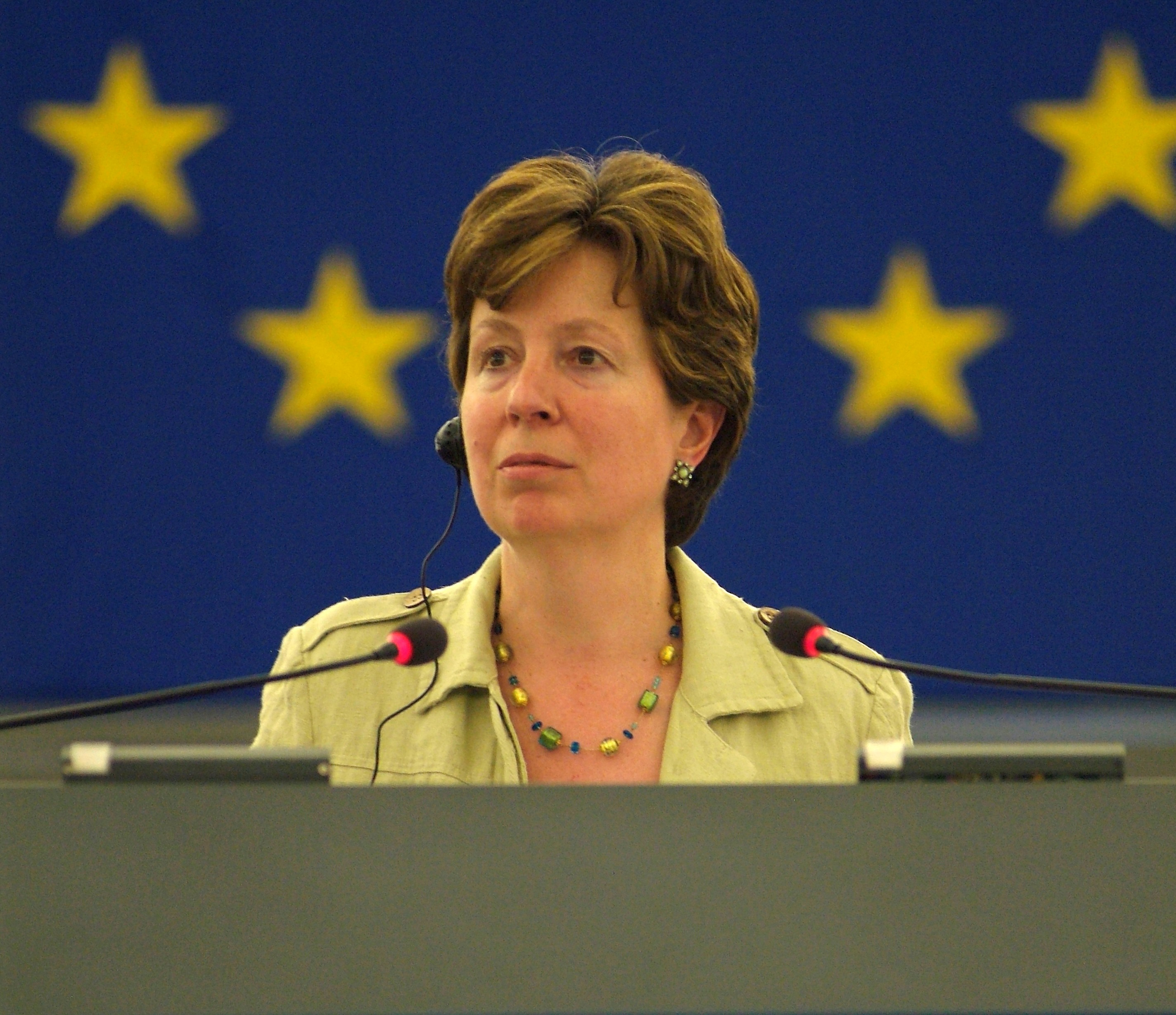
Diana Wallis (2007)

Diana Wallis (n. 28 iunie 1954) este un om politic britanic, membru al Parlamentului European în perioadele 1999-2004 și 2004-2009 din partea Regatului Unit.
1. ↑  Deputații în Parlamentul European